# Nabokovia faga
Nabokovia faga är en fjärilsart som beskrevs av Paul Dognin 1895. Nabokovia faga ingår i släktet Nabokovia och familjen juvelvingar. Inga underarter finns listade i Catalogue of Life.